# مونته‌فالکونه آپنینو
مونته‌فالکونه آپنینو (به ایتالیایی: Montefalcone Appennino) یک کومونه در ایتالیا است که در استان فرمو واقع شده‌است.

## خصوصیات
مونته‌فالکونه آپنینو ۱۶٫۰ کیلومترمربع مساحت و ۵۰۳ نفر جمعیت دارد و ۷۵۷ متر بالاتر از سطح دریا واقع شده‌است.